# Кухня Гондураса

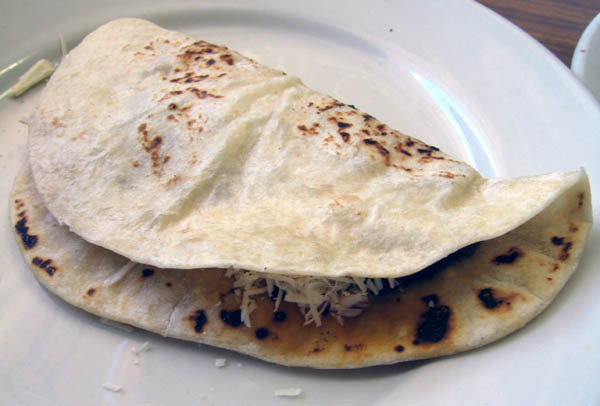
Балеада — традиционное блюдо гондурасской кухни

Кухня Гондураса — национальная кухня государства Гондурас. Сочетает пищевые традиции коренных народов, испанской, карибской и африканской кухонь. К ней также относится кухня народа гарифуна.

## Особенности
Основными местными блюдами являются жареная рыба и говядина (карне асада), тамали и балеада. Другие популярные блюда – мясо жареное с тушеными овощами, курица с рисом и кукурузой, жареная рыба с маринованным луком и халапеньо. В прибрежных районах и на Ислас-де-ла-Баия морепродукты и некоторые мясные блюда готовятся с кокосовым молоком.
Среди супов, которые любят жители Гондураса, есть суп из фасоли, суп мондонго (триповой суп), супы из морепродуктов и говядины. Обычно все эти супы готовятся с плантанами, юккой и капустой и подаются с кукурузными лепешками, которые называются пупусами.
Другие типичные блюда — монтука или кукурузные тамала, начиненные Тортильем, завернутые в листья плантана. В местной кулинарии широко используются различные тропические фрукты, таких как папайя, ананас, слива, сапота, маракуйя и бананы, которые готовятся многими способами, пока они ещё зелёные.
Распространенные напитки на ужин или обед включают в себя безалкогольные напитки. Один из популярных в Гондурасе освежающих напитков – это водная ансаледа. Этот свежеприготовленный напиток состоит из перетертых фруктов, таких как яблоки и сезонные фрукты.

## Характерные продукты
Среди типичных продуктов, входящих в состав блюд:
- Бобы
- Картофель
- Морепродукты
- Мясо
- Рис

## Популярные блюда
- Мондонго — суп с желудком мелких жвачных животных (рубец).
- Тападо — мясной или овощной суп.
- Накатамалес — приготовленные на основе маиса пироги с мясом, кедровыми орехами или другими начинками (в зависимости от региона).
- Пупуса — лепешка из кукурузного теста теста смешанного с белым сыром или ветчиной.